# Hinterste Holthauser Gemark Siefen
Der Hinterste Holthauser Gemark Siefen ist ein kleiner Siefen im südlichen Stadtgebiet von Wuppertal.

## Beschreibung
Der Siefen ist ein orografisch rechter Zufluss des Saalbaches und ist nach dem Wupperverband 73 Meter, nach der Unteren Wasserbehörde der Stadt Wuppertal 68 Meter lang. Er ist nur zeitweise wasserführend und entspringt in einem Mischwald aus Buchen und Eichen. Auf seinem Lauf unterquert er den Weg, der im Saalbachtal verläuft, verdolt.

## Naturschutz
Die Quelle des Hintersten Holthauser Gemark Siefen ist als Naturdenkmal geschützt, die Festsetzung erfolgt gemäß
§ 22 a, b LG NRW. Die Mündung des Siefens im Saalbach liegt im Naturschutzgebiet Fließgewässersystem Gelpe- und Saalbachtal. Der Verlauf des Siefens liegt im Landschaftsschutzgebiet Gelpe.